# Ryder Cup 1971
La 19e édition de la Ryder Cup  a eu lieu au Old Warson CC, à Saint-Louis dans le Missouri.
Navigation
1969 1973
L'équipe des États-Unis remporte la compétition sur le score de 18½ à 13½.
Après le formidable suspense de l'édition de 1969, retour à la routine deux ans plus tard. Sous l'impulsion de Lee Trevino, très inspiré, les États-Unis remportent une très belle victoire convaincante. Mais les britanniques peuvent se consoler de leur avoir tenu la dragée haute et d'avoir ainsi préservé l'intérêt du public américain et des chaines de télévision.  

## Parcours
Old Warson Country Club est située à St Louis Missouri aux États-Unis avec un par de 71 et une longueur de 6142m. Dessiné par Robert Trent Jones Sr, le par 4 du trou n°14 démarre d'une zone de départ surélevée et nécessite un coup initial d'environ 180m au-dessus d'un lac avec une zone d'arrivée très étroite. L'un des plus beaux trous existant au monde.

## Historique
C'est une grande première, dans le sillage de la précédente édition restée dans les mémoires et alors que Tony Jacklin a triomphé à l'US Open en 1970, la télévision américaine décide de diffuser la Ryder Cup pour la toute première fois. La rencontre est marquée par une météo capricieuse. Une vague de chaleur accueille les parties d'entrainement qui se déroulent sous un pic de 37,7°, mais le reste de la semaine est frappé par un déluge de pluie qui entraine l'annulation de la cérémonie d'ouverture. 
Eric Brown, le capitaine britannique, a fait appel aux "rookies" Harry Bannerman, John Garner et Peter Oosterhuis et à la joie de voir Neil Coles et Christy O'Connor surprendre 2&1 Billy Casper et Miller Barber  lors du premier foursome. Le meilleur est encore à venir grâce à Tony Jacklin et Brian Hugget, vainqueurs 3&2 du tandem Nicklaus/Stckston lors d'un match où les Américains n'ont pas enregistré le moindre birdie. Plus tard, Maurice Bembridge et Peter Butler portent l'avance des Britanniques à 3 points à 1 en disposant de Charles Coody et Frank Beard.  

## Composition des équipes
| États-Unis - Capitaine: - Jay Hebert - Joueurs: - Lee Trevino - Dave Stockton - Mason Rudolph - Gene Littler - Jack Nicklaus - Gardner Dickinson - Arnold Palmer - Frank Beard - J. C. Snead - Miller Barber - Billy Casper - Charles Coody | Royaume-Uni - Capitaine: - Eric Brown Écosse - Joueurs: - Tony Jacklin Angleterre - Bernard Gallacher Écosse - Brian Barnes Écosse - Peter Oosterhuis Angleterre - Peter Townsend Angleterre - Christy O'Connor Irlande - Harry Bannerman Écosse - Neil Coles Angleterre - Brian Huggett Pays de Galles - John Garner Angleterre - Maurice Bembridge Angleterre - Peter Butler Angleterre |

## Compétition

### foursomes
matinée 
W Casper & M Barber - N C Coles & C O'Connor :  2 et 1
A Palmer & G Dickinson - P Townsend & P Oosterhuis :  1 up
J Nicklaus & D Stockton - B G C Huggett & A Jacklin :  3 et 2
C Coody & F Beard - M Bembridge & P J Butler :  1 up
 après-midi 
W Casper & M Barber - H Bannerman & B Gallacher :  2 et 1
A Palmer & G Dickinson - P Townsend & P Oosterhuis :  1 up
L Trevino & M Rudolph - B G C Huggett & A Jacklin : égalité
J Nicklaus & J C Snead - M Bembridge & P J Butler :  5 et 3

### 4 balles meilleure balle
matinée 
L Trevino & M Rudolph - C O'Connor & B Barnes :  2 et 1
F Beard & J C Snead - N C Coles & J Garner :  2 et 1
A Palmer & G Dickinson - P Oosterhuis & B Gallacher :  5 et 4
J Nicklaus & G Littler - P Townsend & H Bannerman :  2 et 1
 après-midi 
L Trevino & W Casper - B Gallacher & P Oosterhuis :  1 up
G Littler & J C Snead - A Jacklin & B Huggett :  2 et 1
A Palmer & J Nicklaus - P Townsend & H Bannerman :  1 up
C Coody & F Beard - N C Coles & C O'Connor : égalité

### Simples
matinée 
L Trevino - A Jacklin :  1 up
D Stockton - B Gallacher : égalité
M Rudolph - B Barnes :  1 up
G Littler - P Oosterhuis :  4 et 3
J Nicklaus - P Townsend :  3 et 2
G Dickinson - C O'Connor :  5 et 4
A Palmer - H Bannerman : égalité
F Beard - N C Coles : égalité
 après-midi 
L Trevino - B Huggett :  7 et 6
J C Snead - A Jacklin :  1 up
M Barber lost to B Barnes :   2 et 1
D Stockton - P Townsend :  1 up
C Coody - B Gallacher :  2 et 1
J Nicklaus - N C Coles :  5 et 3
A Palmer - P Oosterhuis :  3 et 2
G Dickinson - H Bannerman :  2 et 1